# Großmachnower Weinberg
Großmachnower Weinberg este o arie protejată (arie specială de conservare — SAC, sit de importanță comunitară — SCI) din Germania întinsă pe o suprafață de 12,89 ha, integral pe uscat.

## Localizare
Centrul sitului Großmachnower Weinberg este situat la coordonatele 52°16′06″N 13°30′18″E / 52.2683°N 13.505°E.

## Înființare
Situl Großmachnower Weinberg a fost declarat sit de importanță comunitară în martie 2004.

## Biodiversitate
Situată în ecoregiunea continentală, aria protejată conține 2 habitate naturale: Pajiști calcaroase din nisipuri xerice, Păduri acidofile de stejar bătrân cu Quercus robur pe câmpii nisipoase.
La baza desemnării sitului se află un număr nedeclarat de specii protejate.
Pe lângă speciile protejate, pe teritoriul sitului au mai fost identificate 2 specii de plante, 1 specie de reptile.